# Karl Heinz Beckurts
Karl Heinz Beckurts, né le 16 mai 1930 à Rheydt et mort le 9 juillet 1986 à Straßlach près de Munich, est un physicien allemand. Il est victime d'un attentat à la bombe perpétré par la Fraction armée rouge.

## Biographie
Beckurts fait des études de physique à partir de 1949 à l'Université de Göttingen.  En 1954, il obtient un diplôme de physique puis obtient un doctorat avec un travail sur des champs de neutrons non stationnaires (Nichtstationäre Neutronenfelder) sous la direction de Karl Wirtz. Il devient chercheur à l'Institut Max-Planck de physique à Göttingen, où travaille Karl Wirtz, puis l'accompagne à Karlsruhe au centre de recherche nucléaire de l'Institut de technologie de Karlsruhe, où il dirige la section expérimentale à partir de 1958. Il obtient une habilitation  en 1961, devient professeur, est titularisé à l'université de Heidelberg en 1969, mais quitte ce poste quand il prend en 1970 la direction scientifique et technique du Centre de recherche de Jülich. Il est président du conseil d'administration de 1975 à 1980. Il est parallèlement professeur honoraire à l'université de Bonn et à l'université de Heidelberg. De 1980 jusqu'à son assassinat en 1986 il est membre de la direction de Siemens et directeur de la division Forschung und Technik.
De 1963 à 1966, Beckurts représente la RFA dans le International Nuclear Data Scientific Working Group (INDSWG) de l'Agence internationale de l'énergie atomique à Vienne. Il fait aussi partie de la commission pour la physique nucléaire et les données nucléaires de l'Euratom. Entre 1973 et 1975 il est président de la Kerntechnische Gesellschaft (KTG) et vice-président du Deutsches Atomforum. De 1973 à 1976 il est président de la Kerntechnische Gesellschaft au sein du Deutsches Atomforum et en outre président de la Helmholtz-Gemeinschaft.
De 1971 à 1975 il est membre du Wissenschaftsrat. En 1977 il est nommé membre étranger de l'Académie royale des sciences de l'ingénieur de Suède. 
Avec Wirtz, il est auteur d'un ouvrage de référence sur la physique des neutrons. Il a participé au développement du  Forschungsreaktor 2 (de), le réacteur nucléaire de recherche n°2 à Karlsruhe, il équipe ce centre de recherche de moyens modernes de traitement de l’information et développe, lorsqu'il devient le directeur de l’institut de physique nucléaire appliquée, la physique du solide nucléaire. Il participe à l’équipement du réacteur à haut flux de l'Institut Laue-Langevin à Grenoble.
Beckurts est tué avec son chauffeur Eckhard Groppler le 9 juillet 1986 à Straßlach dans un attentat à la bombe. Le seul suspect, Horst Ludwig Meyer,  est tué en 1999 par la police à Vienne. En 2009, une nouvelle analyse de la lettre de revendication de l'attentat « a montré une trace d'ADN productive et significative qui n'a pu être mise en relation avec une personne ». 

## Mémoire
Pour honorer la mémoire de Beckurts est créé une fondation Karl-Heinz-Beckurts, gérée par la  Helmholtz-Gemeinschaft, avec le soutien financier de Siemens. La fondation a pour objectif de « soutenir de travaux scientifiques qui établissent des ponts entre les sciences et techniques de la nature et les sciences humaines ». Elle remet également chaque année le prix Karl-Heinz-Beckurts.